# Slavkovský formát

Země Slavkovského formátu

Slavkovský formát (německy Austerlitz format), neformálně též Slavkov či S3, je jednotka regionální mezivládní spolupráce mezi Českem, Slovenskem a Rakouskem. Slavkovský formát vznikl v lednu 2015 jako jistá alternativa regionální spolupráce ve Střední Evropě, poté, co se ukázalo, že integrace Rakouska do Visegrádské skupiny není reálná. Při vzniku formátu vyvstaly zejména v Polsku obavy, zda nenaruší visegrádskou spolupráci, což ale představitelé Česka a Slovenska odmítli.
K založení skupiny došlo ve Slavkově u Brna (odtud název), zakladateli byli Robert Fico, Werner Faymann a Bohuslav Sobotka. Při založení byla přijata tzv. Slavkovská deklarace. Předsednictví ve skupině rotuje mezi všemi třemi zeměmi, trvá vždy jeden rok, ke střídání dochází vždy v červenci. Nejsou ustaveny žádné nadnárodní orgány, k jednání se scházejí premiéři tří zemí nebo ministři zahraničí. Někdy skupina ke svému jednání přizve i hosta, například v srpnu 2017 to byl francouzský prezident Emmanuel Macron.